# Jankovich Béla (politikus)
Vadasi és jeszeniczei Jankovich Béla (Pest, 1865. április 29. – Budapest, 1939. augusztus 5.) oktatáspolitikus, közgazdász, a Magyar Tudományos Akadémia levelező (1913), igazgató (1930) és tiszteleti (1934) tagja. 1913–1917 között Magyarország vallás- és közoktatásügyi minisztere volt, az általa vezetett szaktárca számos tanügyi reformot vezetett be vagy készített elő. A magyar közgazdaságtanban ő készített először matematikai módszerekkel tudományos, átfogó közgazdaság-tudományi elemzéseket és adatsorokat. Jankovich Miklós (1772–1846) könyv- és műgyűjtő, történész dédunokája.

## Életútja
A nemesi származású vadasi és jeszeniczei Jankovich család sarja. Apja, jeszeniczei Jankovich Béla (1844–1922), anyja, géresi Balogh Adél (1844-1899) volt. A bécsi Theresianum elvégzése után, 1883-ban a Budapesti Tudományegyetemre iratkozott be. 1887-ig a jog- és államtudományi karon, ezzel párhuzamosan 1889-ig az orvosi karon is tanult. Végül államtudományi doktori oklevelet szerzett 1889-ben. 1889–1890-ben a londoni University College, majd 1890–1891-ben a Freiburg im Breisgau-i Albert Ludwig Egyetem természettudományi karának hallgatója volt. Hazatérését követően, 1891 és 1893 között két évig tartó világkörüli utazást tett, többek között megfordult az Amerikai Egyesült Államokban, Kínában és Japánban is. 1893-ban tésai birtokán letelepedve gazdálkodott, emellett a Hont vármegyei törvényhatósági bizottság tagjaként tevékenykedett.
1901-ben közgazdaságtani magántanári képesítést szerzett a Budapesti Tudományegyetemen. Az évtized vége felé egyre aktívabban vett részt a politikai életben, s 1910-ben a Nemzeti Munkapárt színeiben az ipolysági választókerület országgyűlési követe lett. 1911 és 1913 között a képviselőház második alelnöke volt, 1912-ben valóságos belső titkos tanácsossá nevezték ki. 1913. február 9-én a vallás- és közoktatásügyi minisztérium államtitkára lett, de alig két hetet töltött el posztján, amikor 1913. február 26-án Lukács László kormányfő vallás- és közoktatásügyi miniszterré nevezte ki. A gróf Tisza István vezette második Tisza-kormány 1917. június 15-ei lemondásáig vezette a tárca munkáját, majd miután 1918-ban országgyűlési mandátumát is elveszítette, visszavonult a közélettől. Előbb tésai, majd 1922-től rácalmási birtokán gazdálkodott. Emellett közgazdasági kérdésekkel foglalkozott, és budapesti közgazdaságtani katedráját is megtartotta. Noha a politika alakításában közvetlenül többé nem vett részt, 1927-től haláláig a felsőház tagja volt.

## Munkássága
Oktatáspolitikusként – a vallás- és közoktatásügyi minisztérium élén – több tanügyi reform fűződik a nevéhez, dacára az első világháborúnak és a nyomában járó gazdasági nehézségeknek. Első miniszteri rendeleteinek és az irányításával létrehozott jogszabályoknak és törvényeknek köszönhetően rendezték 1913-ban az állami, felekezeti és magánóvodák jogi helyzetét és az ott dolgozó óvónők bértábláját, valamint szabályozták a gazdasági népiskolai szaktanítók illetményeit. Jankovich még 1913-as miniszteri programnyilatkozatában átfogó középiskolai és felsőoktatási reformot hirdetett, amely csak részben vált valóra 1917-ig: ennek során kiterjesztették az ingyenes népoktatást; létrehozták a helyi iskolák tanítási eredményességét, az iskolalátogatás és tankötelezettség teljesítését ellenőrző első járási vagy kerületi iskolatanácsokat; a reáliskolák és gimnáziumok szerkezeti és tanrendi reformja, profilötvözése értelmében megkezdték a reálgimnáziumok szervezését; új felsőoktatási intézményeket és karokat alapítottak a hazai egyetemeken és főiskolákon; stb. Ugyancsak minisztersége alatt hoztak meg egy vallási-egyházi szempontból jelentős törvényrendeletet: 1916-ban törvényileg is elismerték Magyarországon az iszlám vallást. Több forrás Jankovich nevéhez köti a hajdúdorogi görögkatolikus püspökség megalapítását, holott arra már 1912-ben sor került.
Közgazdászként Magyarországon az elsők között alkalmazott matematikai módszereket közgazdasági elemzésekhez, az ár-, bér- stb. változási trendek nyomon követését lehetővé tevő, többváltozós indexszámításokhoz. Emellett foglalkozott határhaszon- és közgazdasági értékelmélettel, valamint hitel- és pénzelmélettel is.

## Társasági tagságai és elismerései
Részben a közgazdaság-tudomány terén elért eredményeiért, részben közéleti szerepvállalásának köszönhetően 1913-ban a Magyar Tudományos Akadémia levelező, 1930-ban igazgató, 1934-ben tiszteleti tagjává választották. 1914-től a Magyar Pedagógiai Társaságnak is tiszteleti tagja volt, s tevékenyen részt vett a Magyar Közgazdaság-tudományi Egyesület munkájában is. 1914. február 12-én Munkács díszpolgárává választották.

## Emlékezete
- Róla nevezték el a Gerecsében található fokozottan védett Jankovich-barlangot.

## Főbb művei
- Ázsió és áralakulás az Osztrák–Magyar Monarchiában. in: Közgazdasági Szemle 1899.
- Az értékelmélet mechanikai alapelveiről. in: Közgazdasági Szemle 1906.
- A határhaszon elmélete és a psychophysikai alaptörvény. in: Magyar Philosophiai Társaság Közleményei 1908.
- Művelődéstörténeti párhuzamok Nyugaton és Keleten. in: Budapesti Szemle 1911.
- A világpiac helyzete és a drágaság Magyarországon. Budapest, 1922.
- A papírpénz inflációja és értéke az utolsó évtized tapasztalata nyomán. Budapest, 1925.
- Beiträge zur Theorie des Geldes. Mainz, 1926.

## További irodalom
- Felkai László: A jogalkotó kultuszminiszter, Jankovich Béla. Archiválva 2011. szeptember 11-i dátummal a Wayback Machine-ben Magyar Pedagógia 103 (2003) 1:105–117.
- Пагиря В. В., Федів Є. Т. Творці історії Мукачева. — Ужгород : ТДВ «Патент», 2011. — 120 с., іл. ISBN 978-617-589-012-7).
- Hamza Gábor: Emlékezés a 150 éve született Jankovich Bélára. https://web.archive.org/web/20170414081115/http://mta.hu/ix-osztaly/jubileumi-megemlekezesek-106146
- felvidek.ma